# Chickenfoot III
Chickenfoot III es el segundo álbum de estudio del supergrupo estadounidense Chickenfoot, lanzado el 27 de septiembre de 2011. Aunque en el título aparezca el número III, realmente se trata del segundo álbum de la banda.

## Lista de canciones
Todas las canciones escritas por Sammy Hagar y Joe Satriani, excepto donde se indique.

| N.º | Título                                          | Duración |  |
| 1.  | «Last Temptation»                               | 4:02     |  |
| 2.  | «Alright Alright» (Chickenfoot)                 | 4:39     |  |
| 3.  | «Different Devil» (Hagar, Satriani, Chad Smith) | 4:24     |  |
| 4.  | «Up Next»                                       | 4:33     |  |
| 5.  | «Lighten Up»                                    | 5:12     |  |
| 6.  | «Come Closer»                                   | 4:08     |  |
| 7.  | «Three and a Half Letters»                      | 4:07     |  |
| 8.  | «Big Foot»                                      | 3:49     |  |
| 9.  | «Dubai Blues»                                   | 5:02     |  |
| 10. | «Something Going Wrong»                         | 5:16     |  |
| 11. | «No Change" (bonus track)» (Chickenfoot)        | 4:24     |  |

## Créditos
- Sammy Hagar – voz, guitarra
- Joe Satriani – guitarra, teclados
- Michael Anthony – bajo
- Chad Smith – batería